# Rock and roll revival
Il Rock & roll revival rappresentò la ripresa e la rinascita del genere rock & roll degli anni cinquanta, in un'epoca riconducibile tra i fine anni sessanta e primi settanta.

## Storia
Nel bel mezzo delle sperimentazioni della psychedelia e del progressive rock, il rock and roll revival rappresentò un tentativo di ritornare al periodo del picco massimo del rock & roll raggiunto nella metà degli anni cinquanta. Questo movimento iniziò a sorgere tra il 1969 e il 1970 quando vennero organizzati alcuni tour per i nostalgici del rock & roll delle origini, che includevano artisti come The Coasters, The Drifters, Fats Domino, Little Richard, e Bill Haley and His Comets (molte di queste formazioni erano state alterate). Un gruppo in stile retrò contemporaneo, i newyorkesi Sha Na Na, sfruttarono le loro esibizioni bizzarre e le loro particolari abilità nel reinterpretare i vecchi classici rock 'n' roll e R&B per assicurarsi la costante apparizione in un programma tv. La popolarità degli Sha Na Na, nonostante fosse risultata modesta in termini di vendite (furono molto popolari per il loro programma televisivo andato in onda dal 1977 al 1981), ispirò la formazione di diversi gruppi rock & roll revival. 
Uno dei periodi di massima popolarità del movimento venne raggiunta con la realizzazione del film di George Lucas American Graffiti, nel 1972. American Graffiti divenne uno dei film dai maggiori incassi di tutti i tempi, mentre uno dei suoi interpreti, Ron Howard, entrò nel cast della popolare serie tv, Happy Days. Tuttavia, dalla metà degli anni 70, la popolarità del revival e dei vecchi classici iniziò a declinare, anche a causa del mancato interesse da parte dell'industria in favore di altri fenomeni musicali.

## Alcuni artisti Rock & roll revival[1]
- Brownsville Station
- Dave Edmunds
- Flamin' Groovies
- Flash Cadillac and the Continental Kids
- Frut
- Fumble
- Godfrey Daniel
- Mike Berry
- Sha Na Na
- Showaddywaddy
- Shakin' Stevens